# رونالد بول هيرزوغ
رونالد بول هيرزوغ (بالإنجليزية: Ronald Paul Herzog)‏ هو كاهن كاثوليكي أمريكي، ولد في 22 أبريل 1942 في آكرون في الولايات المتحدة، وتوفي في 12 أبريل 2019.